# Frigga crocuta
Frigga crocuta là một loài nhện trong họ Salticidae.
Loài này thuộc chi Frigga. Frigga crocuta được Władysław Taczanowski miêu tả năm 1878.